# Crenadactylus ocellatus
Crenadactylus ocellatus is een hagedis die behoort tot de gekko's en de familie Diplodactylidae.

## Naam en indeling
De wetenschappelijke naam van de soort werd voor het eerst voorgesteld door John Edward Gray in 1845. Oorspronkelijk werd de naam Diplodactylus ocellatus gebruikt, later werd de soort tot het geslacht Phyllodactylus gerekend. Tot 2016 werden er verschillende ondersoorten erkend maar dit wordt beschouwd als verouderd. Een aantal voormalige ondersoorten wordt tegenwoordig als aparte soort erkend, voorbeelden zijn Crenadactylus naso en Crenadactylus rostralis.
De soortaanduiding ocellatus betekent vrij vertaald 'voorzien van kleine ogen', en slaat op de lichaamstekening die bestaat uit rijen lichte, donker omzoomde ronde vlekjes die wel oogvlekken worden genoemd.

## Uiterlijke kenmerken
De hagedis blijft klein en bereikt een lichaamslengte van ongeveer 3,3 centimeter exclusief de staart. De vingers en tenen zijn sterk verbreed en dragen grote hechtlamellen aan de onderzijde. De uiteinden van de vingers en tenen dragen geen klauwtjes, net als de andere vertegenwoordigers van het geslacht Crenadactylus.
De lichaamskleur is lichtgrijs tot -bruin, met lichtere strepen op de rug en flanken en rijen lichte, donker omzoomde vlekjes.

## Verspreiding en habitat
De soort komt endemisch voor in Australië en is hier aangetroffen in de staten Noordelijk Territorium, Queensland, West-Australië en Zuid-Australië. De habitat bestaat uit gematigde bossen en scrublands.

## Beschermingsstatus
Door de internationale natuurbeschermingsorganisatie IUCN is de beschermingsstatus 'veilig' toegewezen (Least Concern of LC).